# Špansa
Špansa ali mlin je klasična namizna igra, ki jo lahko naenkrat igrata le dva igralca. Cilj pri tej namizni igri je, da se postavijo tri figurice, ki so v obliki ploščic, po črti vzporedno. S tem se požre nasprotniku eno od njegovih figuric. Ko ima eden od igralcev le še tri figurice, lahko z njimi »skače« po igralni plošči. Ta namizna igra je nastala v začetku 20. stoletja.